# Красулино (Ярославская область)
Красулино — деревня в Некрасовском районе Ярославской области. Входит в состав сельского поселения Красный Профинтерн.

## География
Деревня находится в восточной части Ярославской области, на расстоянии приблизительно 20 км (по прямой) к северо-западу от рабочего посёлка Некрасовское, административного центра района.

### Часовой пояс
Деревня Красулино, как и вся Ярославская область, находится в часовой зоне МСК (московское время). Смещение применяемого времени относительно UTC составляет +3:00.

## История
В 1859 году в деревне Ярославского уезда Ярославской губернии было учтено 6 дворов и 33 человека, в 1898 году — 4 двора.

## Население
| 2007 | 2010 |
| ---- | ---- |
| 2    | ↘0   |

### Национальный состав
Согласно результатам переписи 2002 года, в национальной структуре населения русские составляли 100 % из 3 чел.